# Johannes Kreuzlinger
Johannes Kreuzlinger (* vor 1450 in Konstanz; † nach 1507 vermutlich in Konstanz, bekannt auch unter der Namensform Creutzlinger, Crützlinger, Crutzlinger) war ein deutscher Rechtsgelehrter. Er gehörte zu den ersten Rechtsprofessoren der 1477 gegründeten Universität Tübingen, war im Wintersemester 1480/1481 ihr Rektor und trat spätestens 1486 in den Dienst des Bischofs von Konstanz.

## Leben
Kreuzlinger stammte aus einer Kaufmannsfamilie, die in Konstanz ein größeres Vermögen besaß. Im Wintersemester 1462/1463 begann er als mindestens 12-Jähriger sein Universitätsstudium an der Artistenfakultät Leipzig, das er dort im Wintersemester 1468/1469 mit der Promotion zum Magister abschloss. Als er sich im Sommersemester 1478 an der im Vorjahr gegründeten Universität Tübingen immatrikulieren ließ, führte er den Titel eines in dieser Zeit noch relativ seltenen Doktors im kirchlichen und weltlichen Recht (doctor utriusque iuris), den er – wie damals noch üblich – wohl nach einem Rechtsstudium im Ausland, vermutlich in Italien oder Frankreich, erworben hatte. Bei der Dominanz von nur im Kirchenrecht promovierten Doktoren füllte er eine Lücke im Lehrangebot der Tübinger Juristenfakultät im weltlichen (kaiserlichen) Recht. Er wurde im Wintersemester 1480/1481 in das Amt des Rektors der Universität gewählt und befand sich noch 1484 unter den sogenannten Repräsentanten der Universität und damit unter den lehrenden Doktoren.
Spätestens 1486 wechselte er in den Dienst des Bischofs von Konstanz. Als Stellvertreter des Generalvikars und danach im Rahmen der geistlichen Gerichtsbarkeit als Offizial gehörte er zu den führenden Juristen des Konstanzer Bischofs. Da die Ämter des Generalvikars und des Offizials in Konstanz üblicherweise nur für relativ kurze Zeit, selten über fünf Jahre hinaus, besetzt wurden, erscheint er dort seit ca. 1495 nur noch als Advokat und Prokurator. Noch 1500 wird sein Haus in Konstanz unter seinem Namen in den städtischen Steuerlisten geführt. 1505 vermachte er dem Konstanzer Domstift seine Bibliothek unter dem Vorbehalt seines weiteren Nutzungsrechts. Er erhielt dafür ein Leibgeding von 10 Gulden. Sein Todesdatum ist nicht bekannt.